# Hidetoshi Nakamura
Hidetoshi Nakamura (中村 秀利 Nakamura Hidetoshi?, 12 de julio de 1954 – 24 de diciembre de 2014) fue un seiyū y actor de Tokio, Japón. Trabajó para la agencia 81 Produce. Participó en 
los animes Ashita no Joe 2, Baki the Grappler, Mobile Suit Victory Gundam, Corpse Princess, To Love-Ru y Deltora Quest.
Murió el 24 de diciembre de 2014 a la edad de 60 años por de una hemorragia subaracnoidea.